# Plagioecia
Plagioecia is een geslacht van mosdiertjes uit de familie van de Plagioeciidae en de orde Cyclostomatida. De wetenschappelijke naam ervan werd in 1918 voor het eerst geldig gepubliceerd door Ferdinand Canu.

## Soorten
- Plagioecia ambigua Osburn, 1953
- Plagioecia anacapensis Osburn, 1953
- Plagioecia bugei Winston, Vieira & Woollacott, 2014
- Plagioecia corrugata (Harmelin, 1979)
- Plagioecia dispar Canu & Bassler, 1928
- Plagioecia dorsalis (Waters, 1879)
- Plagioecia inoedificata (Jullien, 1882)
- Plagioecia lactea Calvet, 1903
- Plagioecia meandrina (Canu & Bassler, 1930)
- Plagioecia parva Gordon & Taylor, 2010
- Plagioecia patina (Lamarck, 1816)
- Plagioecia platydiscus Harmelin, 1976
- Plagioecia reticuloides Canu & Bassler, 1929
- Plagioecia sarniensis (Norman, 1864)
- Plagioecia striatula (Canu & Bassler, 1930)
- Plagioecia subpapyracea (Canu & Bassler, 1930)
- Plagioecia tortuosa Osburn, 1953
- Plagioecia tubiabortiva (Canu & Bassler, 1930)
- Plagioecia vancouverensis O'Donoghue & O'Donoghue, 1926

- Plagioecia grimaldii (Jullien, 1903) (taxon inquirendum)